# Rio Coporolo
O rio Coporolo é um curso de água de Angola que tem sua nascente no município de Chongorói, na província de Benguela, e foz nas proximidades da vila de Cuio, no município da Baía Farta, na mesma província. Faz parte da Vertente Atlântica.
Suas águas servem à importante vila de Dombe Grande, e seu leito fértil é extremamente propício à agricultura.